# 1996年南北大道山体滑坡事件
1996年南北大道山体滑坡事件是于1996年1月6日发生在马来西亚霹雳州椰壳洞以北休息站附近南北大道303.8公里处山坡上的一起山体滑坡事故，造成一人死亡。唯一死者身份为阿都哈密（Abdul Hamid Kodin），而同行的哈斯里哈米德（Hasri Hamid）则安全无恙。

## 案发经过
1996年1月6日（星期六）清晨，哈斯里哈米德（Hasri Hamid）和他的姐夫阿都哈密（Abdul Hamid Kodin）将20吨的集装箱卡车运往怡保。哈斯里于早上7点左右开始他的路程，并使用常规路线从Bidor Toll Plaza出口到南北大道高速公路。
上午10点左右，发生了第一次山体滑坡，导致哈斯里受伤，而阿都哈密则当场丧生。据称，这是南北大道自1994年通车以来所发生的第一起严重自然灾害事件。11时20分，在搜救工作进行时，发生了第二次山体滑坡，7立方米土地坍塌，导致南北大道四条车道完全封闭，救援工作举步维艰。

## 调查
1996年1月14日，即山体滑坡发生一周后，勘察结果发现，该高速公路建设在剪切和裂缝带，是一个具有天然弱点的区域。此外，在距离现场不远的两个山坡之间还有一个小瀑布，这表明该地区有一个水库。
事件发生后，马来西亚公共工程局发布了一份禁止切割斜坡的宪报。1996年还制定了若干保护斜坡的指导方针，包括地形指导方针、控制水土流失和淤积的指导方针以及1997年的丘陵地区发展指导方针。

## 事发后
事故发生后不久，时任工程部长三美威鲁要求南北大道公司在该大道怡保-章吉遮令路线沿线的山坡上进行土壤测试，以检查土壤的稳定性。
南北大道公司同意向遇难者家属提供一万令吉的援助。1996年1月8日，据新闻报道透露，该公司将在务边-打巴路线椰壳洞附近的303.8公里处修建一条约两公里的导流路，以解决一万一千名道路使用者面临的困难。1月9日，南北大道公司拆除了位于椰壳洞303.8公里处的两座高速公路休息站建筑物，以便为临时道路建设工程让路。该公司也已提交一份保证书，以资助阿都哈密子女的学费。在关闭两周后，打巴和务边之间的高速公路路段于1996年1月20日重新向公众开放。